# Маркалло-кон-Казоне
Маркалло-кон-Казоне (італ. Marcallo con Casone) — муніципалітет в Італії, у регіоні Ломбардія,  метрополійне місто Мілан.
Маркалло-кон-Казоне розташоване на відстані близько 500 км на північний захід від Рима, 25 км на захід від Мілана.
Населення — 6242 особи (2014).
Щорічний фестиваль відбувається 25 квітня. Покровитель — Святий євангеліст Марко.

## Демографія
Населення за роками:

Станом на 1 січня 2023 року в муніципалітеті офіційно проживало 407 іноземців з 44 країн, серед них 80 громадян країн Євросоюзу та 27 громадян України.

## Сусідні муніципалітети
- Бернате-Тічино
- Боффалора-сопра-Тічино
- Маджента
- Мезеро
- Оссона
- Санто-Стефано-Тічино